# Actio iniuriarum aestimatoria
Actio iniuriarum aestimatoria (lub krócej actio iniuriarum) – w prawie rzymskim powództwo pokrzywdzonego przeciwko sprawcy zniewagi.

## Charakterystyka powództwa
Powództwo miało charakter penalny, gdyż zmierzało wyłącznie do ukarania sprawcy. Należało do actiones famosae. Ponadto było skargą ściśle osobistą – uprawnienie do wniesienia nie przysługiwało spadkobiercom znieważonego, a pozwanymi nie mogli być spadkobiercy sprawcy deliktu, chyba że postępowanie zostało doprowadzone do litis contestatio przed śmiercią którejkolwiek ze stron.
Górną wysokość grzywny ustalał powód, zaś o jej ostateczną wysokość (w granicach żądania) pozostawiano oszacowaniu (aestimare) sądu. W wypadku ciężkiej zniewagi (iniuria atrox), np. zranienia lub pobicia, zniewagi wyrządzonej publicznie albo wyrządzonej urzędnikowi lub senatorowi przez osobę ze stanu niższego, wysokość grzywny szacował pretor. O ostatecznej wysokości decydował jednak sąd.
Odpowiedzialność z deliktu znieważenia miała charakter noksalny. Od odpowiedzialności za zniewagę można się było uwolnić poprzez wydanie sprawcy pokrzywdzonemu w mancipium. W wypadku gdy ofiarą zniewagi była osoba alieni iuris lub niewolnik, z powództwem mógł wystąpić pater familias lub właściciel niewolnika. Zwierzchnik familijny mógł być zastępowany w sądzie przez swego syna, zwłaszcza gdy ojciec nie wyznaczył zastępcy procesowego.
Jeżeli sąd oddalił powództwo, pozwany mógł wystąpić z powództwem wzajemnym (iudicium contrarium), w którym domagał się 1/10 tego, czego żądał powód.